# Rosszos
Rosszos (ukránul: Росош) falu Ukrajnában, Kárpátalján, a Técsői járásban.

## Fekvése
Kövesligettől keletre fekvő település.